# 션 세인트레저
션 패트릭 세인트레저홀(Sean Patrick St Ledger-Hall, 1984년 12월 28일, 잉글랜드 솔리헐 ~ )는 아일랜드의 전 축구 선수이다.